# Lucia Verdier
Lucía Verdier del Valle, född 11 oktober 1999 i Argentina, är en volleybollspelare (vänsterspiker).
Hon spelar med Argentinas landslag samt med klubblaget Sporting CP i Portugal. Tidigare har hon spelat med Club Argentino Castelar och CA Vélez Sarsfield.